# Banou Diawara
Banou Diawara (Bobo-Dioulasso, 13 de fevereiro de 1992) é um futebolista profissional burquinense que atua como atacante.

## Carreira
Banou Diawara representou o elenco da Seleção Burquinense de Futebol no Campeonato Africano das Nações de 2017.